# Grillz

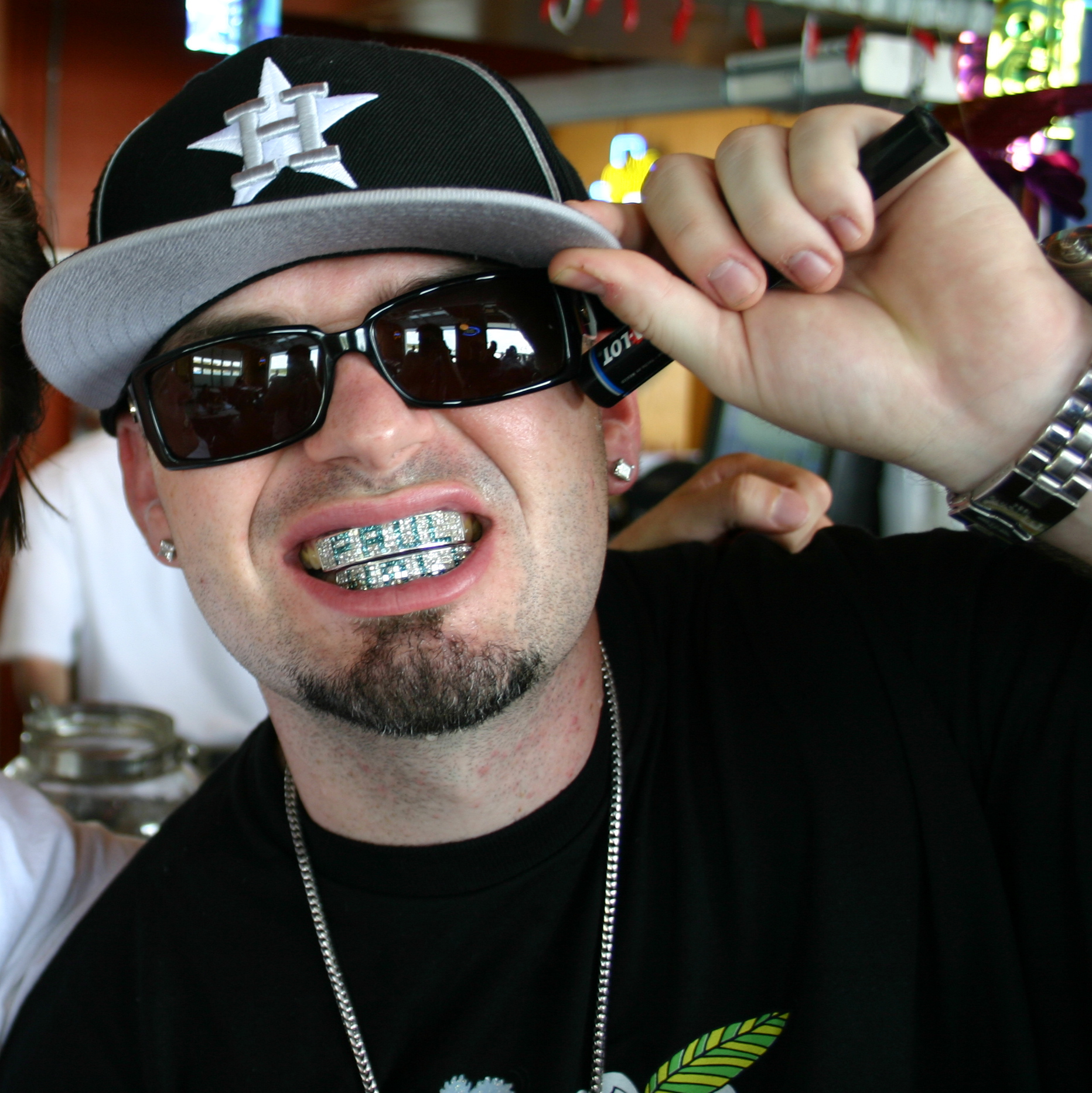
Grill Paul Walla

Grillz – złote, srebrne lub platynowe nakładki na zęby, często z diamentami i innymi kamieniami szlachetnymi. Obecnie fragment mody związanej z kulturą hip-hop. Zostały rozpowszechnione przez amerykańskich raperów już w latach 80.
Zazwyczaj zdejmowalne, lecz czasami są na stałe przytwierdzone do zębów. Mogą kosztować od 50 do kilku tysięcy dolarów, w zależności od użytych materiałów i liczby pokrytych zębów.
Wśród polskich wykonawców grille noszą między innymi: DonGuralEsko, Jarecki, Quebonafide.
Grillom została poświęcona piosenka Nelly feat. Paul Wall – "Grillz".